# Sabaudia
Sabaudia là một đô thị và cộng đồng (comune) ở tỉnh Latina trong vùng Lazio nước Ý.
Đô thị Sabaudia có diện tích ki lô mét vuông, dân số thời điểm năm 31 tháng 5 năm 2005 là 17.581 người.